# Umowa między Państwem Izrael a Republiką Federalną Niemiec
Umowa między Państwem Izrael a Republiką Federalną Niemiec (niem. Abkommen zwischen der Bundesrepublik Deutschland und dem Staate Israel, ang. Agreement between the Federal Republic of Germany and the State of Israel, również porozumienia luksemburskie) – umowa międzynarodowa zawarta 10 września 1952 w Luksemburgu, pomiędzy Izraelem i Republiką Federalną Niemiec, na podstawie której strony zgodziły się m.in., że RFN wypłaci łącznie, w rocznych ratach 3,45 mld DM (ok. 820–845 mln ówczesnych USD). Odbiorcami miały być: Państwo Izrael (3 mld DM) i Claims Conference (450 mln DM). Umowa została podpisana przez ministra spraw zagranicznych Izraela Moszego Szareta, Nachuma Goldmanna (przewodniczącego Światowego Kongresu Żydów, reprezentującego Agencję Żydowską oraz kanclerza RFN Konrada Adenauera.
Porozumienie weszło w życie 27 marca 1953 r., po zakończeniu procesów ratyfikacyjnych w obu krajach (w przypadku Izraela było to zatwierdzenie umowy przez rząd, w przypadku Niemiec – przez Bundestag).
W sensie technicznym porozumienia luksemburskie nie były traktatem reparacyjnym (Izrael i Niemcy nie były w stanie wojny, ponieważ Izrael nie istniał w czasie II wojny światowej), lecz umową o zrekompensowaniu kosztów integracji w Izraelu żydowskich imigrantów z terenów Niemiec i przez Niemcy okupowanych.
Elementy składowe porozumień luksemburskich:
a) Umowa niemiecko-izraelska – po stronie niemieckiej powstało zobowiązanie do dostarczenia Izraelowi dóbr i usług w wysokości 3 mld DM w rocznych ratach. Zakończenie dostaw i wykonanie przez Niemcy umowy miało miejsce w 1965 r. Dostawcami były co do zasady podmioty niemieckie z wyjątkiem ropy, którą Izrael mógł sprowadzać z Wielkiej Brytanii do kwoty nieprzekraczającej 30% rocznych rat (limitów);
b) Protokół nr 1 – Claims Conference wzywała rząd Niemiec, a rząd Niemiec obligował się do przyjęcia stosownego prawa wewnętrznego pozwalającego ofiarom III Rzeszy na bezpośrednie dochodzenie praw do odszkodowania i zwrotu mienia utraconego w czasie prześladowań drogą sądową lub administracyjną;
c) Protokół nr 2 – Niemcy zobowiązały się do wypłaty Claims Conference 450 mln DM (ok. 100–107 mln USD), które miały być przeznaczone z pożytkiem dla żydowskich ofiar nazizmu wg priorytetów ustalonych przez organizację, i które miały, co do zasady, służyć osobom żyjącym poza Izraelem. Kwota 450 mln DM, w ratach i w gotówce, została przekazana przez Niemcy Izraelowi, a Izrael – jako powiernik – przelał środki na rzecz Claims Conference.